# Papež Gregor XIII.
Papež Gregor XIII. (rojen kot Ugo Boncompagni), italijanski rimskokatoliški duhovnik, škof, kardinal in papež, * 7. januar 1502, Bologna, † 10. april 1585.

Papež je bil med letoma 1572 in 1585. Uvedel je gregorijanski koledar. 

## Življenjepis

### Mladost in cerkveni vzpon
Ugo Boncompagni se je rodil v Bologni 7. januarja 1501 (po nekaterih 1. januarja) kot peti otrok očetu Krištoforju (Cristoforo), bogatemu mestnemu trgovcu, in materi Angeli rojeni Marscalchi. Študiral je pravo na Univerzi v Bologni, kjer je 1530 doktoriral »in utroque iure« - iz civilnega in kanonskega (cerkvenega) prava; prav tam se je posvetil poučevanju med 1531 in 1539. 

Kot priznan pravnik je sodeloval na koncilu v Trentu pri pripravljanju prenovitvenih odlokov. Pavel IV. ga je imenoval 1558 za škofa v Viestah, a Pij IV. ga je 12. marca 1565 imenoval za kardinala in ga kot legata poslal v Španijo in v druge dežele po zaupnih in važnih opravilih.

### Cerkvene službe
- 1531-1539: predavatelj prava na Univerzi v Bologni;
- 23. februarja 1539: prvi uslužbenec v Rimski kuriji kot abreviator
- 2. marec 1539: urednik apostolskih pisem;
- 1. junij 1539: sprejme tonzuro;
- 15. oktober 1539: stranski sodnik na Kapitolu (sedež civilnega rimskega sodišča);
- 1542: posvečen za duhovnika;
- 7. januar 1545: poročevalec pri Apostolski signaturi;
- 7. oktobra 1552: postane tajnik Juliju III.;
- 1554 ali 1555: postane nuncij v Kampanji in Primorski [5];
- 1555: papež Pavel IV. ga imenuje za pomočnika kardinalu-nečaku Carlu Carafu, v Apostolski pisarni;
- januar 1556: član komisije, ki ima dolžnost preučevati cerkveno prenovo;
- maj 1556: apostolski odposlanec v Franciji;
- 1557: legat v Bruslju;
- 1558: član komisije, ki naj bi ocenila pravico do nasledstva po odpovedi cesarja Karla V. (16. januarja 1556);
- 20. julij 1558 – 13. maj 1572:  škof v Vieste;
- november 1558: ravnatelj apostolske pisarne;
- januar 1559: član novega državnega sveta;
- 12. marec 1565: imenovan za kardinala-duhovnika;
- 15. marec 1565 – 13. maj 1572: postane kardinal pri San Sisto;
- prefekt vrhovnega sodišča Apostolske signature;
- 1565: papeški legat v Španiji;
- tajnik Pija V..

## Papež
Po pogrebnih obredih za Pijom V. se je razvnel hud prepir med kardinali glede osebnosti prihodnjega papeža. Pripadniki strogo cerkvene struje so želeli posaditi na sedež sv. Petra milanskega nadškofa Karla Boromejskega; popustljivejši kardinala Moroneja, ki si je pridobil toliko zaslug okoli Tridentinskega koncila; svobodomiselnejši pa Huga Boncompagnija. Ko so se za njimi zaprla vrata konklava, so se stranke tako uredile, da je že po šestih urah sejanja prišlo iz volilne škrinje ime Boncompagnija, a privzel si je ime – po njemu najljubšem cerkvenem očetu Gregorju Nazianškem – Gregor XIII.  13. maja 1572 je bil torej v konklavu izvoljen za papeža in 25. maja istega leta ustoličen in kronan.

Neutrudno je podpiral katoliško obnovo Cerkve v duhu Tridentinskega koncila ter se uspešno zoperstavil prodiranju reformacije v katoliške dežele. Podpiral je francoskega kralja Henrika III. v borbi proti kalvinističnim hugenotom, vstajo Ircev proti angleški kraljici Elizabeti in špansko protireformacijo na Nizozemskem. Katoliška Cerkev na Poljskem se je pod njegovim pontifikatom prenovila in okrepila; brezuspešni pa so ostali njegovi poskusi za rekatolizacijo Švedske in za zedinjenje ali vsaj zbližanje z rusko Cerkvijo. Prav tako so se izjalovila njegova prizadevanja za skupno obrambo pred Turki. Da bi zagotovil učinkovito delo katoliške prenove, je potrdil ali na novo ustanovil stalne nunciature v Parizu, na Dunaju, v Madridu, Luzernu in Gradcu. Nunciji naj bi predvsem čuli nad verskim življenjem ter usmerjali in nadzirali katoliško prenovo v posameznih deželah. 

Za prvega nuncija v Gradcu, v čigar območje so spadale tudi slovenske dežele, je 1580 imenoval Germanika Malaspina. Njegov naslednik je 1584 postal Andrej Caligari, o katerem pravijo, da je bil »kot nuncij zelo goreč za versko prenovo, za obrambo katoliške vere in za izvajanje tridentinskih odlokov«. Da bi čim večjemu številu bodočih duhovnikov omogočil dobro izobrazbo, je v Rimu ustanovil več nacionalnih kolegijev; hirajočemu Germaniku (Germanicum) je pridružil Hungarik (Hungaricum) in ga utrdil z izdatno denarno podporo. Po njegovi zaslugi so zrasli angleški, irski, grški in maronitski zavod. Jezuitski rimski kolegij je podprl materialno in mu omogočil širšo izobraževalno dejavnost; po njem se ta univerza imenuje Gregoriana; on sam jo je inavguriral 25. oktobra 1584. Leta 1583 je ustanovil v Rimu astronomski observatorij. Prav tako se je zavzel za ustanavljanje številnih jezuitskih zavodov po evropskih deželah. 1572 je dal izdaten prispevek za gradnjo jezuitskega kolegija v Gradcu, kjer so se kmalu šolali tudi številni slovenski gojenci. Z njegovim priporočilom so za prenovo Cerkve začeli uspešno delovati kapucini v Franciji 1574, v Španiji 1578, v Angliji 1580 in v Nemčiji 1581. 

Gregor XIII. je pospeševal misijonsko dejavnost, zlasti v Indiji in na Japonskem. Izdal je nov zakonik cerkvenega prava Corpus iuris canonici v smislu tridentinskih smernic. 

Lotil se je tudi prenove liturgičnega petja. V Rimu je ustanovil glasbeno akademijo »Svete Cecilije«. S svojo neutrudno dejavnostjo na kulturnem, umetniškem in izobraževalnem področju je čisto izčrpal cerkveno blagajno. Od temeljito izobraženih študentov v raznih zavodih je papež pričakoval upravičeno širjenje tridentinske obnove na celotno krščanstvo. 

### Gregorijanski koledar
Najbolj znan je postal papež Gregor XIII. po svoji preureditvi in popravku julijanskega koledarja, ki ga je uvedel Julij Cezar 46 pr. Kr. in je njegov koledar bil različen od sončnega leta za približno 11 minut. 

Komisiji strokovnjakov je naročil, naj popravi stari julijanski koledar. Njihove ugotovitve je poslal po pomembenjših univerzah in po dobrih pripravah izdal bulo Inter gravissimas z dne 24. februarja 1582, s katero je uvedel popravljeni in prenovljeni – gregorijanski koledar. Listino o sprejetju so zaradi papeža opremili z letnico 1581, tako da se je leto 1582 začelo marca. 
1. Prenovljeni koledar je potrdil natančne izračune sončnega leta in zaradi razlike med julijanskim in sončnim letom določil, da 4. oktobru 1582 takoj sledi 15. oktober.
2. Ta reforma je uvedla danes veljavni gregorijanski koledar, čigar druga novost je bilo določilo, da se namesto julijanskega marca (po veliko deželah 25. marca, ponekod celo 1. aprila) začne civilno leto 1. januarja. [10] [11]
3. Tretja novost je bila uskladitev letnih časov s sončnim oziroma naravnim koledarjem: z enakonočjem (pomlad, jesen), najdaljšim (poletje) ter najkrajšim (zima) dnem.
4. Četrta novost pa je ureditev glede prestopnih let, glede česar je papež izdal predpis, ki predstavlja bistvo gregorijanskega koledarja: prestopna so leta, ki so deljiva s 4, vendar z omejitvijo, da so od let z dvema ničlama na koncu prestopna le tista, ki so deljiva s 400. [12]

Novi koledar, ki ga danes uporablja ves sodobni svet, se po papežu Gregorju XIII. imenuje gregorijanski koledar; kljub velikemu napredku glede na prejšnjega pa tudi on odstopa od sončnega letno za 11 sekund, kar je v praksi nekaj zanemarljivega.

Njegova uvedba pa še zdaleč ni bila preprosta. Italija, Španija, Portugalska, Francija in Poljska so te popravke sprejeli takoj in brez težav, Avstrija 1584, Ogrska pa 1588; protestanti so se novotariji zoperstavljali, se iz nje norčevali in pisali zoper njo cele polemike, češ da je novi koledar »sad papistične prevare«; koledar so sprejeli šele v začetku 18. stoletja: protestantovska Nemčija 1700, Anglija 13. septembra 1752, Švedska 1753, ko so preskočili 11 dni. V Rusiji, Turčiji, Egiptu in na Kitajskem so ga sprejeli šele v 20. stoletju. Med glavnimi razlogi za prehod so bili ekonomski, saj je poenotenje datumov olajšalo trgovanje. Velik del pravoslavcev se mu na verskem področju ustavlja vse do danes, ko je razlika poskočila že na 13 dni.  

Zanimivo je bilo na Ogrskem – kamor je spadalo tudi Prekmurje. Kraljevi namestnik škof Draškovič je takoj objavil papeško določilo, ki so ga 1588 kraljevi stanovi uzakonili »iz pokorščine do kralja«; to pa je vznejevoljilo protestante, ki so se 1591 na zborovanju temu uprli, a velikobanjski  svetniki so duhovnika Bánfihunyadija zaradi sprejetja novega koledarja celo zaprli.  

Podobno so se upirali delavci preskoku dni na Angleškem, češ »kdo nam bo plačal ukradenih 11 dni?« Čez lužo pa je istočasno Franklin pozdravil koledarsko spremembo kot zelo dobrodošlo: »Prijetno je za starega človeka, da lahko gre spat 2. septembra in mu ni treba vstati vse do 14. septembra.« 

### Mecen in graditelj Rima
V Rimu je dal zgraditi pomembne stavbe, tako 1580 Kvirinalsko palačo, kamor se je preselil papeški dvor 1605 pod Pavlom V., Cappella Gregoriana 1583 v Baziliki sv. Petra; 1584 so z njegovo podporo dokončali cerkev Il Gesù - matično cerkev jezuitov. 

Preuredil je tudi nekatere antične stavbe in dela v splošno korist; tako je Dioklecijanove toplice 1575 preuredil v kaščo. 

1572 je papež Gregor naložil Vasariju poslikavo fresk, ki upodabljajo pomor  hugenotov, ki so izgubili življenje v Šentjernejski noči v Parizu, ki jih lahko vidimo v Sala Regia v Vatikanskih palačah. V spomin na katoliško zmago je dal kovati tudi spominsko svetinjo. O pokolu so papeža obvestili na način, češ da so uspešno preprečili nevarno zaroto, ki so jo hugenoti kovali zoper kralja. Papež je najprej dal peti »Te Deum«; ko je pa zvedel celotno resnico, je obsodil krvoprelitje. 

Poleg zavzete duhovne priprave so hoteli v svetem letu 1575 tudi stavbeno obnovo, da bi prerodili Rim tudi zunanje: zravnali so goro med Sv. Janezom Lateranskim in Marijo Veliko ter tlakovali mestne ulice; Gregorju gre tudi zahvala za zidanje svetih vrat in vpeljavo spominskih svetoletnih svetinj. 

Po letu 1575 je zajela staro srednjeveško rimsko mesto, ki je ponekod zanemarjeno propadalo, obnoviteljska mrzlica. Mladi redovi so podirali staro in gradili novo. Poleg kupole Sv. Petra so se začele dvigati v nebo še druge: na jezuitski cerkvi Il Gesù, na teatinski Sant'Andrea della Valle, na barnabitski San Carlo ai Catinari. 1575 so Nerijevi oratorijanci dobili v upravo starodavno župnijo Santa Maria in Vallicella, pa se je dvignila nova kupola na Chiesa Nuova. Vse to je bilo znamenje življenjske moči Tridentinskega koncila, ki je poživil cerkveno življenje po vsem svetu, zlasti pa v Rimu. 

### Sveto leto
Dogodek pa, ki je pomenil vrhunec njegovega papeževanja, je bilo 11. sveto leto, ki ga je napovedal 10. maja 1574 z bulo „Dominus ac Redemptor noster”, prvo sveto leto po Tridentinskem koncilu, leto vesoljnega odpuščanja in upanja, da se bodo protestantje vrnili v katoliško Cerkev. Papež je dal sklicati znamenite pridigarje in spovednike iz raznih narodnosti. Na sveti večer, ko je Gregor XIII. odprl sveta vrata, se je kladivo razletelo in ga lažje ranilo v roko. Nekateri so v tem videli zloslutno znamenje; kljub temu pa je vse potekalo v najboljšem redu. Celo kuga, ki je bila stalna spremljevalka svetih let, si to leto ni upala vstopiti skozi rimska vrata. To leto lahko poimenujemo tudi najbolj sveto sveto leto (Bargellini). Karel Boromejski je postal njegov prvi razlagalec v severni Italiji; v Rimu pa nahajamo svetega Filipa Nerija s pozornostjo do romarjev, kakor tudi svetega Ignacija Lojolskega z apostolsko vnemo. Njima se je pridružil v svetem letu še utemeljitelj teatincev, Kajetan Tienski. 

Papež je dal je izgnati iz mesta hotnice, utrdil pravičen seznam cen, živil in prenočišč, uvedel ostre kazni za tiste, ki bi oškodovali ali razžalili romarje, obrzdal roparske tolpe, prepovedal hišnim gospodarjem kakršnokoli povečanje najemnin ali dajanje odpovedi najemnikom. Uvedel je še obisk grobov svetih apostolov Petra in Pavla, pa tudi on sam je večkrat bos obiskal vse svetoletne cerkve. 

V Rim se je stekala množica romarjev iz cele Evrope. Bratovščina Presvete Trojice, ki jo je ustanovil Filip Neri, je vsakodnevno oskrbovalo 600 oseb, v tem letu pa 170.000. Prispeli so romarji iz Arabije, Etiopije in Armenije; glavne evropske narodnosti so postavile v Rimu gostišča za svoje romarje: Santa Maria dell’Anima za Nemce, San Giuliano za tiste iz Nizozemske, Santa Maria di Monserrato za Špance, San Luigi za Francoze. Zaradi velikega navala bratovščin je papež Gregor zmanjšal število cerkva, ki so jih svetoletni romarji morali obiskati. 

Neki viterbski romar je dobrodelnost Nerijevih oratorijancev takole opisal: "Pri Milvijskem mostu so nas povabili v svoje hiše nekateri rdeče oblečeni gospodje, češ da nam ne bo pri njih ničesar manjkalo. 
Ko smo se tu odpočili kako uro, nas je pozdravila lepa glasba šestih gospodov od bratovščine sv. Trojice in nas povabila v sobe. Gospodje so prižgali dvanajst belih bakel ter spremljali goste najprej v Marijino cerkev, nato v sobe s tridesetimi posteljami s svežimi rjuhami, pa v čudovito jedilnico s tremi vrstami čisto novih miz s 356 prti. Svetloba je lila kot podnevi iz treh medeninastih lestencev s po desetimi svečniki. Ob zidu so bili pritrjeni svetilniki, na mizah pa 40 sveč, kakršnih ne najdemo niti v najboljših gostilnah." 

»Postrežba odlična, pijače zelo dobre, jed obilna: libra govejega ali telečjega mesa na osebo, ali pol libre tunine na postne dneve; štručka kruha in bokal vina. Duhovnikom so postregli še s krožnikom orehov ali fig. Po večerji so nam umili noge z belimi brisačami v vodi odišavljeni s salvijo in drugimi zdravilnimi rastlinami, in nas nato napotili v spalnico s toliko prijaznostjo, da lahko to občuduje ves svet.«
Bratovščine so korakale v procesijah proti Rimu pojoč litanije, ki so jih spremljali pevci izurjeni v najbolj različnih glasbilih. Papež je dovolil angleškim katoličanom, ki jih okrutna preganjalka Elizebeta I. ni pustila na romanje, molitev petnajstih rožnih vencev namesto petnajstih rimskih obiskov. Ob jubileju je obstajala tudi priložnost za dobrodelno podporo vzgojnim ustanovam, bolnišnicam in sirotišnicam, kakor tudi odkup kristjanov, ki so jih zasužnjili muslimani.  

### Gregor XIII. in Slovenci
V času njegovega pontifikata je 1584 v Wittenbergu na Saškem izšel slovenski prevod celotnega svetega pisma, Dalmatinova Biblija. Do današnjega časa se je ohranilo kakih 80 izvodov. S posebnim dovoljenjem so jo smeli uporabljati tudi katoličani, ki do tedaj še niso imeli slovenskega prevoda. 

Nadvojvoda Karel je maja 1571 za ljubljanskega stolnega kanonika imenoval duhovnika Baltazarja Radliča, ki je zaslovel kot odličen govornik tudi zunaj mej ljubljanske škofije. Med njimi je pridiga za drugo adventno nedeljo, za katero je prevedel v lepo slovenščino brez germanizmov, ki so jih še uporabljali protestantski prevajalci, odlomek iz Lukovega evangelija o znamenjih časa in koncu sveta (Lk 21, 25 – 33). Leta 1577 sta nastala zbirka njegovih pridig z latinskim naslovom Conciones panegyricae ter polemičen spis zoper protestante Dissertatio contra Lutheri dogmata. Nadvojvoda Karel je prizadevnega stolnega dekana povzdignil v plemiški stan, po smrti škofa Glušiča pa ga je imenoval za njegovega naslednika. Radlič se je preselil v Gornji Grad, kjer pa je 15. maja 1579 nepričakovano umrl in to prav na dan, ko ga je papež Gregor XIII. v Rimu potrdil za ljubljanskega škofa; pokopan je v Gornjem Gradu, kjer mu je škof Hren leta 1623 postavil nagrobno ploščo. 

Nadvojvoda Karel je 1. marca 1580 imenoval Janeza Tavčarja za njegovega naslednika, papež pa ga je 20. maja istega leta tudi potrdil. Nadvojvoda Karel ga je septembra 1584 imenoval za svojega svetnika in za deželnega namestnika v Gradcu, zaupani sta mu bili proštija avguštinskih korarjev v Dobrli vasi ter uprava samostana Millstatta, kjer je cvetelo češčenje slovenskega kneza Domicijana. V svoji temeljni nalogi si je zadal prenovo duhovnikov v duhu tridentinskega koncila in izkoreninjenje protestantizma iz svoje škofije. V ta namen je v letih 1581 do 1583 opravil natančno vizitacijo svoje škofije, na izrecno nadvojvodovo željo pa leta 1582 tudi goriške grofije, kjer je leta 1591 omogočil kapucinom, da so se naselili v Gorici. Daljnosežne posledice za versko, duhovno in kulturno podobo Ljubljane in slovenskih dežel je imelo Tavčarjevo prizadevanje za ustanovitev jezuitskega kolegija v Ljubljani, dne 1. novembra 1597. Tavčar vsekakor sodi med najznamenitejše predstavnike protireformacije in katoliške prenove v notranjeavstrijskih deželah. 

## Dela
- Documenta Catholica Omnia

### Bule in odloki
- Gregor XIII. leta 1575, sklicujoč se na bulo Pija V. De salute gregis dominici z dne 1. novembra 1567, za vse čase prepove bikoborbe in njihovo gledanje pod kaznijo izobčenja in odrekom cerkvenega pogreba;
- In super eminenti – bula z dne 5. decembra 1573, ustanovi univerzo v Pont-à-Mousson;
- Cum pro munere – apostolsko pismo z dne 1. julija 1580, s katerim papež objavi novo izdajo Corpus juris canonici (Zakonik cerkvenega prava);
- Dominus ac Redemptor noster z dne 10. maja 1574 – napoved svetega leta 1575;
- Inter gravissimas – bula z dne 24. februarja 1581 – uvaja prenovljeni – Gregorijanski koledar;
- Alias piae memoriae – bula z dne 30.marca 1581, skliculoč se na določilo Pavla IV. z dne 14. julija 1555, potrjuje prepoved judovskim in nevernim zdravnikom zdravljenje krščanskih bolnikov;
- Emendationem decretorum – apostolsko pismo z dne 2. junija 1582, postane obvezen novi Corpus Juris Canonici.
- Sancta Mater Ecclesia – bula z dne 1. septembra 1588 zapoveduje obvezno pridiganje kakor tudi poslušanje nedeljskih in prazničnih pridig (predica coattiva).

## Smrt in spomin

### Smrt in pokop
Roparji so se okoli Rima in po mestu tako razpasli, da je papež proti njim poslal sina Giacoma, poveljnika Angelskega grada, ki jih je utišal. Čez malo časa so pa udarili drugod, kar je papeža hudo prizadelo. Po kratki bolezni srca je z besedami: "Vstani Gospod, nikar ne pozabljaj nesrečnih!"  umrl dne 10. aprila 1585 v Rimu, sredi svojih dejavnosti, ki jih je opravljal vse do konca z nezlomljivo močjo, kljub svojim štiriinosemdesetim letom. 
Štiri dni po smrti so njegovo truplo položili k počitku v Baziliki sv. Petra v Vatikanu v grobnico, ki jo je šele 1723 okrasil s čudovitimi kipi Camillo Rusconi.
Na kronanje papeža Gregorja spominja najstarejša ohranjena papeška tiara, ki so jo sicer ukradli Francozi, vendar jo je ob njegovem obisku 1804 v Parizu vrnil Napoleon Piju VII.. Vse druge tiare so bile žrtve tatvin in ropov. 

### Ocena
- Gregor XIII. spada med velike reformne papeže druge polovice 16. stoletja, ki so prenovo Cerkve po smernicah tridentinskega koncila povezali z načrtno rekatolizacijo dežel, kjer se je protestantizem že razširil. Njegov pontifikat je bil bogat tako glede na delo kot tudi glede na uspehe. [24]
- Odraščal je sicer še v značilno renesančnih okoliščinah, in je kot laik tudi živel po renesančno; iz razmerja z mlado Magdaleno se mu je rodil sin Giacomo[25], ki ga je takoj pošteno priznal za svojega ter ga pozakonil in mu priskrbel imenitne službe. Tudi ženski je omogočil, da se je obdarjena z bogato doto poročila z nekim premožnim zidarjem. Pozneje je bilo Hugovo življenje v tem pogledu neoporečno. [26] [27] [28]
- »Gregor XIII. je lep star mož, srednje velikosti, zravnane drže, gospodovalnega pogleda, z dolgo belo brado. Glede na visoko starost je tako poln zdravja in moči, kolikor si je le mogoče želeti; ogrnjen z baržunasto rdečo suknjo zajaha belega konja brez kakršnekoli pomoči. Značaj označuje krotkost, v dobrodelnosti je nedosegljiv; je velik prijatelj graditeljstva in na tem področju v Rimu, pa tudi drugod, zapušča za seboj pomembne spomenike. Državniške posle rad prepušča drugim, ker mu je tovrstno delo zoprno. Na pogovor pa sprejema tolikokrat, kolikorkrat kdo le želi; odgovori so mu kratki in odločni, in bila bi zguba časa, če bi kdo hotel ugovarjati njegovim razlogom. Kar smatra za dobro, tudi udejanji; v tem pogledu se ne da vplivati niti od vroče ljubezni do svojega sina. Sorodnike resda podpira, toda ne da bi oškodoval cerkvene koristi.« [29]
- »Gregor XIII. je manj strog kot je bil Pij, vendar dela mnogo dobrega, da bi se po njunem zgledu popravil vsakdo. Kardinali in prelati pogosto mašujejo in pošteno živijo; njihova služinčad se izogiba vsega, kar bi lahko bilo v pohujšanje. V mestu je prenehala razbrzdanost, nravnost se je popravila, opaziti je krščanski čut; res je mogoče reči, da je Rim v verskem pogledu zgleden in da se je približal tisti popolnoti, kolikor jo človeška narava more doseči.« [30] [31] [32]

#### Medium corpus pilarum
Malahijeva prerokba pravi o Gregorju XIII., da je Pol telesa od žog (latinsko Medium corpus pilarum; angleško Half body of the balls). 
Njegov grb je bil pol-zmaj; za kardinala ga je imenoval Pij IV., ki je nosil žoge v svojem grbu.
"Žoge" v reklu se nanašajo na papeža Pija IV., ki je postavil Gregorja za kardinala. Papež Gregor je imel zmaja v svojem grbu, in sicer le z gornjo polovico telesa.

## Slikovna zbirka
- Scipio Turaminus: Gregor XIII. ustanovi komisijo za preureditev koledarja[35]
- Prva stran Gregorjeve bule Inter gravissimas, ki uvaja gregorijanski koledar
- Podrobnost na grobnici Gregorja XIII., ki proslavlja uvedbo novega koledarja 1582.
- Christopher Clavius (1538–1612),eden glavnih nosilcev koledarske prenove.
- Papež Gregor XIII. – bakrorez iz začetka 17. st.